# Fokovci
Fokovci (madžarsko Úrdomb,) so naselje v Občini Moravske Toplice.